# 1578 Кірквуд
1578 Кірквуд (1578 Kirkwood) — астероїд головного поясу, відкритий 10 січня 1951 року.
Тіссеранів параметр щодо Юпітера — 3,012.
Названо на честь американського астронома Деніела Кірквуда